# Dračia studňa
Dračia studňa je přírodní památka v katastrálních územích obcí Krivoklát a Bolešov v okrese Ilava v Trenčínském kraji na Slovensku. Území bylo vyhlášeno v roce 1993 a má rozlohu 7,58 hektaru. Předmětem ochrany je nejmohutnější pěnovcový útvar v Bílých Karpatech s fosiliemi kvartérních měkkýšů.